# Jean-Joseph-Marie-Eugène de Jerphanion
Jean-Joseph-Marie-Eugène de Jerphanion (* 8. März 1796 in Le Puy-en-Velay; † 20. November 1864 in Albi) war ein französischer römisch-katholischer Geistlicher und Erzbischof von Albi.

## Leben
Er entstammte einer Familie, die aus Lyon kam, sein Vater war Präfekt im Ersten Kaiserreich. De Jerphanion bereitete sich zunächst auf den Staatsdienst vor und wurde Sekretär des Präfekten von Cher, bevor er einen Sinneswandel erfuhr und in das Seminar Saint-Sulpice eintrat. Am 1. Juni 1822 empfing er die Priesterweihe. Im Jahr 1823 wurde er Generalvikar im Erzbistum Bourges.
Am 22. Mai 1835 wurde er zum Bischof von Saint-Dié ernannt. Die Bischofsweihe spendete ihm am 6. September 1835 Erzbischof Jean-Paul-Gaston de Pins, Apostolischer Administrator von Lyon; Mitkonsekratoren waren Louis-Jacques-Maurice de Bonald, Bischof von Le Puy-en-Velay, und Alexandre-Raymond Devie, Bischof von Belley. Am 27. Juli 1842 wurde er zum Erzbischof von Albi ernannt und blieb dies bis zu seinem Tod.